# یادداشت خودکشی
یادداشت خودکشی یا یادداشت مرگ پیامی است که کسی که قصد خودکشی دارد از خود به جا می‌گذارد. در مواردی کسی که می‌خواهد زندگی نوینی را شروع کند یا از زندان بگریزد یا به دلایل دیگر جعل می‌شود. تخمین زده می‌شود که در ۲۵–۳۰٪ موارد خودکشی‌ها با یادداشت همراه هستند.

## یادداشت خودکشی مشاهیر

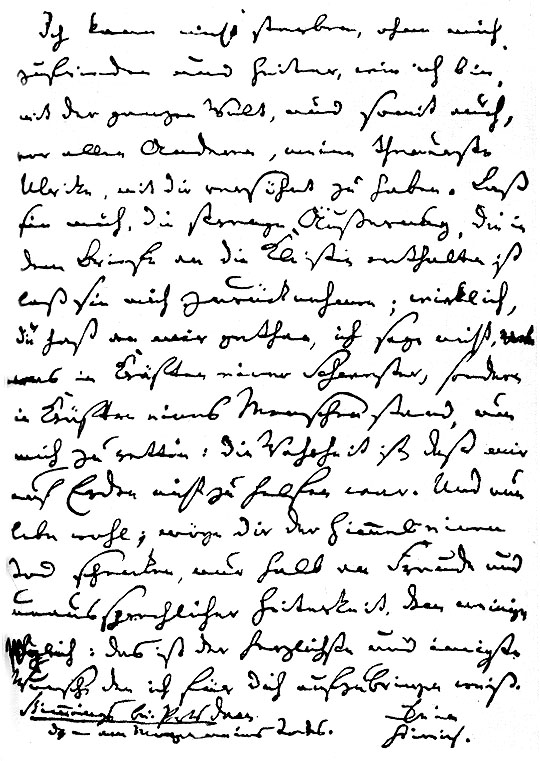
یادداشت خودکشی شاعر آلمانی هنریش فون کلایست که در سال ۱۸۱۱ نوشته شد و در واقع نامه خداحافظی اوست به خواهرش اولریک.

- لیندرو الن — وکیل، سیاستمدار و سناتور آرژانتینی که پس از آنکه هم‌حزبی‌های بنیادگرایش، حداقل از نظر او، به وی خیانت کردند و خود را به دولت وقت فروختند، در سال ۱۸۹۶ خودکشی کرد. وی در یادداشت خودکشی‌اش، آن‌ها و نیز خواهرزاده و رئیس حزب هیپولیتو ایرگوین که بعداً به مقام ریاست جمهوری نیز رسید را تقبیح می‌کند.
- کورچیکا آنامی — "من —با مرگ خویش— فروتنانه از امپراتور بابت آن گناه کبیره معذرت خواهی می‌کنم." تاریخ دانان بر سر این که آن گناه کبیره چه بوده است، اتفاق نظر ندارند. احتمالاً منظور وی همان کودتای ناموفق علیه امپراتور هیروهیتو که در اواخر جنگ جهانی دوم و در زمان تسلیم ژاپن صورت گرفت، می‌باشد.
- راجر انگلتون — قاتل و برادر ناشر کتاب مشهور، رابرت انگلتون.
- خوزه مانوئل بالامانسدا — رئیس‌جمهور شیلی.[نیازمند منبع]
- جی. کلیفورد بکستر — مدیر شرکت انرون.
- کلارا بلندیک — بازیگر مشهور آمریکایی که در فیلم جادوگر شهر از بازی کرد. وی در یادداشت خودکشی‌اش چنین نوشت: "من دارم وارد بزرگ‌ترین ماجرای زندگی‌ام می‌شوم".
- یوستاس باگل — نویسنده انگلیسی، که در یادداشت خودکشی‌اش چنین نوشت: "کاری که کاتون انجام داد و آدیسون تاییدش کرد، نمی‌تواند اشتباه باشد."
- لزلی چانگ — نویسنده و موزیسین اهل هنگ کنگ که به افسردگی دچار بود.
- ادواردو چیباس — سیاستمدار و مجری رادیوی کوبایی که در هنگام پخش یکی از برنامه‌هایش خودکشی کرد. وی در واقع در همان برنامه گفته‌های خود علیه حکومت را نوعی یادداشت خودکشی شفاهی عنوان کرد.
- کریستین کابوک — بازیگر آمریکایی که در شبکه دبلیواکس‌ال‌تی‌وی در خلال یک برنامه خبری خودکشی کرد.
- کرت کوبین— خواننده اصلی گروه موسیقی نیروانا. در یادداشت خودکشی‌اش به دوست تخیلی دوران کودکی‌اش و دلایل ترک گروه نیروانا اشاره شده و پیامی برای همسرش (کورتنی لاو) و دخترش (فرنسیس بین کوبین) در آن آمده است. ردر آن به فردی مرکوری و «هی هی، مای مای» از یکی از آلبوم‌های نیل یانگ اشاره شده است.
- ایدا کرادوک — در سال ۱۹۰۲ به خاطر استفاده از پست برای فرستادن کتاب‌هایی که خود دربارهٔ آموزش‌های جنسی پس از ازدواج نوشته بود به زندان فرستاده شد. یادداشت خوددکشی عمومی بلندی نوشت و در آن آنتونی کامستوک را که از طرفداران قانون کامستوک بود به شدت محکوم کرد.
- آدام زرنیاکوف — رئیس گتوی ورشو که در ۲۳ ژوئیه ۱۹۴۲ یک روز پیش از قتل‌عام یهودیان (گروساکتیون ورشو) از گردهم آوردن یهودی‌ها خودداری کرد و با خوردن قرص سیانور خودکشی کرد. او در نامه‌ای به همسرش نوشت: «آنها می‌خواهند که من با دست‌ّای خودم کودکان مردمم را بکشم. راهی جز خودکشی برای من باقی نمانده است.» او در یادداشتی به یکی از افراد زیردستش چنین نوشت: «دیگر توان تحمل همه اینها را ندارم. عمل من به همه نشان می‌دهد که کار درست چیست.»
- دالیدا — خواننده سرشناس فرانسوی. او در یادداشت خودکشی اش نوشت: «زندگی غیرقابل تحمل شده … من را ببخش»
- براد دلپ — خواننده اصلی گروه راک بوستون. او در یادداشت خودکشی اش نوشت: «آقای براد دلپ. "J'ai une âme solitaire" من یک روح تنهایم.»
- باد دوایر—سیاستمدار اهل پنسیلوانیا که در یک کنفرانس خبری، اعلامیه‌ای را خواند و سپس با شلیک گلوله‌ای خود را کشت.
- جرج ایستمن — مخترع فیلم‌های ۳۵ میلی‌متری و پایه‌گذار شرکت ایستمن کوداک که عکاسی را برای همه ممکن کرد. به علت سخت شدن بافت‌های ستون فقرات فلج شده بود و نمی‌خواست بقیهٔ عمر را به آن صورت بگذراند و متکی به کمک دیگران باشد و به همین دلیل در ۱۴ مارس ۱۹۳۲ خودکشی کرد. او یک جمله نوشت: «من کارم را انجام دادم. پس ماندن دیگر لزومی ندارد».
- لی ایون جو — بازیگر کره‌ای. او در یادداشت آغشته به خونش چنین نوشت: «مادر، متاسفم و دوستت دارم.» و در یادداشتی دیگر چنین نوشته بود: «می‌خواستم کارهای زیادی بکنم. با اینکه زنده به نظر می‌رسم اما واقعاً زنده نیستم. نمی‌خواهم هیچ‌کس ناامید باشد. خوبه که پول داشته باشی … می‌خواستم پول داشته باشم.»
- جاستین فاشانو — فوتبالیست همجنس‌گرای انگلیسی که به تجاوز جنسی محکوم شد. او در یادداشت‌اش این اتهام را رد می‌کند و می‌نویسد: «متوجه شدم که همه مرا گناهکار می‌دانند. نمی‌خواهم خانواده و دوستانم بیش از این شرمسار شوند.»
- جیمز فورستال — از افراد وزارت دفاع و نیروی دریایی ایالات متحده آمریکا.
- میسائو فوجیمورا — دانش‌اموز ژاپنی که شعر خودکشی‌اش را بر درختی نوشت و باعث شد که افراد بسیار دیگری نیز پیش از خودکشی چنین کنند (خودکشی تقلیدی).
- رومن گاری — نویسنده، فیلم‌نامه‌نویس، کارگردان، خلبان در جنگ جهانی دوم و دیپلمات فرانسوی بود. در یادداشت خودکشی‌اش دلایل خودکشی را نوشت و سپس به دهانش شلیک کرد. جدا از یادداشت خودکشی‌اش، بیان کرده بود که: «واقعاً به من خوش گذشت. خداحافظ و متشکرم»
- پیت هام— رهبر گروه موسیقی راک بدفینگر. در یادداشت خودکشی‌اش مدیر گروه را به خاطر خرابکاری‌های مالی‌اش سرزنش کرده و او را چنین خطاب کرده است: «حرام‌زاده بی‌عاطفه… او را با خود خواهم برد»
- تونی هانکوک— کمدین انگلیسی که در سال ۱۹۶۸ درگذشت. در نامه خودکشی‌اش چنین آمده بود: «بسیاری از کارها بارها اشتباه از آب درآمدند.»
- مایکل هیسمن ۳۶ ساله که مدرک فوق لیسناسش را از دانشگاه ایالتی نیویورک در آلبانی دریافت کرده بود، یادداشت خودکشی نوشت که به سبب غیرعادی بودنش مورد توجه قرار گرفت. وی در یادداشت خودکشی خود که ۱٬۹۰۵ صفحه دارد، در رابطه با مسائل بسیاری همچون طبیعت انسان، جامعه، دین، علم و فناوری صبحت به میان می‌آورد. Heisman published his book, Suicide Note, online for free download[۱] within a day of finally shooting himself on the Harvard University Campus.[۲][۳]
- رودلف هس—مجرم جنگی عضو حزب نازی که در زندان اشپانداو خودکشی کرد. «از کسانی که این نامه را به خانواده‌ام می‌رسانند، تشکر می‌کنم. این نامه دقایقی پیش از مرگم نوشته شده است.»
- جرزی کوزینسکی—نویسنده لهستانی-آمریکایی. وی نوشت، «اکنون می‌خواهم کمی بیشتر بخوابم. نام آن را ابدیت بگذارید.»[۴][۵]
- Martin Manley, former sports reporter for the Kansas City Star (not to be confused with the founder of the Alibris online bookstore, who shares the same name). To cut short his perceived ongoing descent into dementia, he committed suicide on his 60th birthday in the parking lot of a police station, shooting himself while still on the phone with 911 informing them of the act.[۶] Manley spent over a year preparing an extensive website outlining the rationale behind his suicide. While Yahoo soon took it offline, citing a violation of its TOS, mirrors of the entire site are still available.[۷][۸]
- یوکیو میشیما—نویسنده ژاپنی. وی در یادداشت خودکشی اش به دلایل انجام عمل موتینی در میان نیروهای دفاع شخصی اشاره می‌کند.
- رو مو هیون—رئیس‌جمهور پیشین کره جنوبی. وی در یادداشت خودکشی اش به نگرانی اش در رابطه با مردم اشاره می‌کند و خود را یک "مانع بر سر راه دیگران" معرفی می‌کند.
- Per Yngve "Dead" Ohlin —Lead singer of the black metal group Mayhem, whose suicide note famously read, in part, "Excuse all the blood" and included an apology for the loud gunshot.
- Freddie Prinze—American actor and comedian, famous for his role on the sitcom Chico and the Man. He is the father of فردی پرینز
- جورج سندرز—برنده جایزه اسکار. وی در یادداشت خودکشی کم خود چنین نوشت: "دنیای عزیز، دارم می‌روم چون خسته شده‌ام. گمان کنم به اندازه کافی عمر کرده‌ام. تو را با نگرانی‌هایت در این فاضلاب شیرین تنها می‌گذارم. خوش بگذرد."
- Lisandro de la Torre—Argentinian lawyer, politician and senator who fought against his government's corrupt officers during the "Década Infame" (Infamous Decade) of the 1930s. Finally, abandoned by his allies and believing his struggle to be lost, he committed suicide, leaving a note describing the desperate situation he was in.
- الیوت اسمیت—Singer/songwriter who suffered from addiction and depression. The note, according to the coroner, read "I'm so sorry—love, Elliot. God forgive me." The misspelling of the name is believed to be the fault of the coroner, but it is still unclear whether it was a suicide or not.[نیازمند منبع]
- هانتر اس. تامپسون—خالق روزنامه‌نگاری گونزو
- گتولیو وارگاس—lawyer, politician and Brazilian president (1930–1945; 1950–1954) who used his suicide and suicide note (the "Carta Testamento") as a political weapon against his enemies.
- مایک وون اریک—کشتی‌گیری که خودکشی کرد چون فکر می‌کرد به خوبی زمانی که شانه‌اش سالم بود، دیگر نمی‌تواند کشتی بگیرد. برادران وی یعنی کری و کریس نیز خودکشی کردند.
- دیوید فاستر والاس—رمان‌نویس، مقاله‌نویس و نویسنده داستان‌های کوتاه از آمریکا که یک یادداشت ۲ صفحه‌ای از خود به جا گذاشت و در آن صحنه یکی از داستان‌های کوتاهش را، پیش از حلق‌آویز کردن خود، ترسیم کرد.[۹]
- باب ولش—فلیتوود مک گیتارنواز و ویالون‌نواز از ۱۹۷۱ تا ۱۹۷۴.
- وندی او ویلیامز—رهبر گروه موسیقی پلاسماتیکس که این یادداشت را به جا گذاشت: "مردم باید قبل از آنکه جان خود را بگیرند، حتماً به مدت زیادی و به صورت عمیق به این کار بی‌اندیشند."
- ویرجینیا وولف— فمنیست، نویسنده و شاعر انگلیسی. وی در یادداشت خودکشی اش از ترس خود در قرار گرفتن در مرز آخرین پله‌های بدبختی سخن می‌گوید؛ و اینکه مرگ برایش از ادامه این داستان آسان‌تر بوده است. وی در پایان به شوهرش ابراز علاقه می‌کند و از اینکه با یکدیگر وقت گذرانده‌اند، تشکر می‌کند.
- آرون سوارتز—برنامه‌نویس آمریکایی که یادداشت خودکشی اش را در قالب یک داستان کوتاه در وبلاگش نوشت.
- Vince Foster— Deputy White House Counsel during the first few months of U.S. President بیل کلینتون's administration, and also a law partner and friend of هیلاری کلینتون. A suicide note of sorts, in actuality a draft resignation letter, was found torn into 27 pieces in his briefcase. The letter contained a list of complaints, specifically including, "The WSJ editors lie without consequence"[۱۰] and lamenting, "I was not meant for the job or the spotlight of public life in Washington. Here ruining people is considered sport."